# Roberto Gualtieri

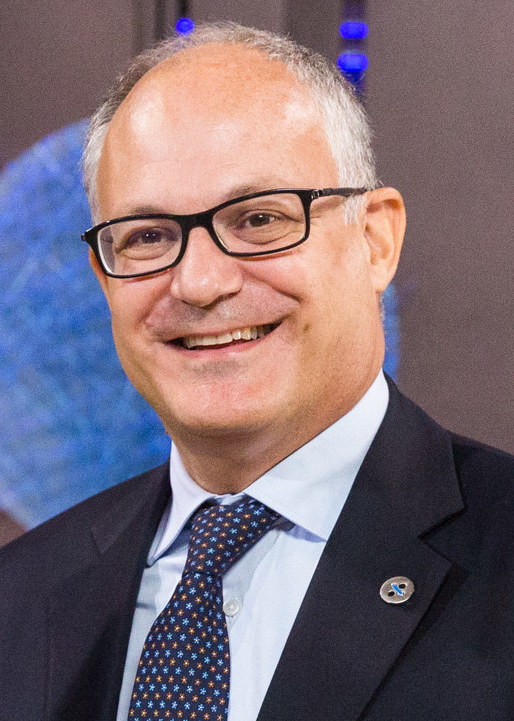
Roberto Gualtieri (2017)

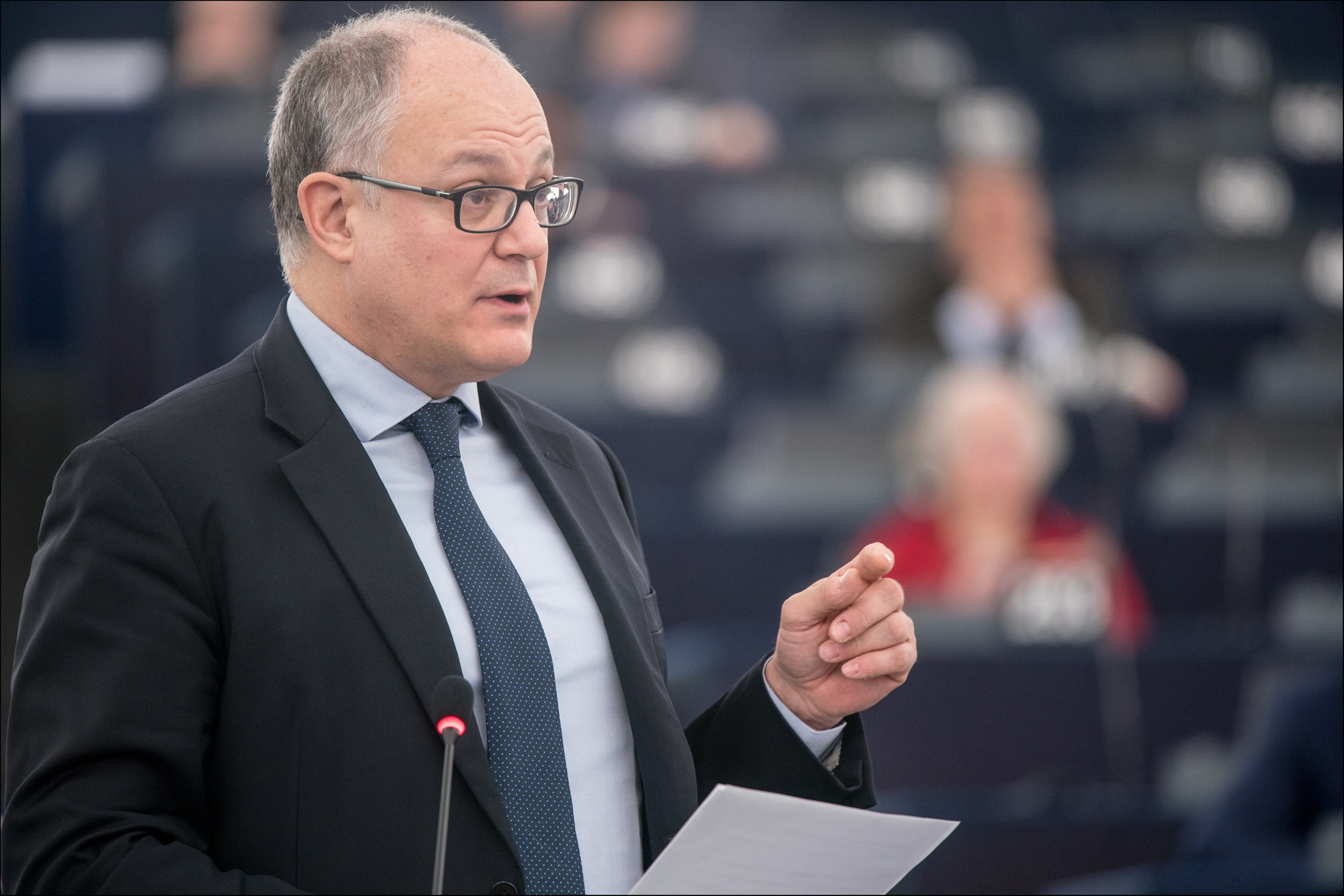
Gualtieri im Europäischen Parlament (2019)

Roberto Gualtieri (* 19. Juli 1966 in Rom) ist ein italienischer Historiker und Politiker des Partito Democratico (PD). Er ist seit Oktober 2021 Bürgermeister von Rom. Von 2009 bis 2019 war er Mitglied des Europäischen Parlaments, wo er ab 2014 dem Ausschuss für Wirtschaft und Währung vorstand. Ab 2016 war er einer der drei Chefunterhändler des Europäischen Parlaments für die Brexit-Verhandlungen. Von 2019 bis 2021 war Gualtieri  Finanzminister von Italien.

## Leben
Gualtieri studierte 1986 bis 1992 Philosophie und Geschichte an der Universität La Sapienza in Rom. 1997 schloss er seine Promotion in Zeitgeschichte ab. Von 2001 bis 2014 war er stellvertretender Direktor der Stiftung Istituto Gramsci, die der Bewahrung des Werks von Antonio Gramsci sowie der Forschung über die Geschichte der Arbeiterbewegung gewidmet ist. Seit 2012 ist er außerordentlicher Professor für zeitgenössische Geschichte an der Universität La Sapienza. Als Autor war er für verschiedene Zeitungen und Zeitschriften tätig und schrieb er mehrere Bücher über die Geschichte des 20. Jahrhunderts.
Gualtieri war 2001–06 Vorstandsmitglied der Sektion Rom und 2005–07 Mitglied des Parteirats der Democratici di Sinistra (DS; Linksdemokraten). Als diese 2006 ihre Fusion mit Democrazia è Libertà – La Margherita zur Mitte-links-Sammelpartei PD vorbereiteten, berief Romano Prodi Gualtieri in die Gruppe der „Weisen“, die das Gründungsmanifest der neuen Partei ausarbeiteten. Anschließend gehörte Gualtieri dem nationalen Vorstand der PD an.
Bei der Europawahl 2009 wurde er für den Wahlkreis Mittelitalien ins Europäische Parlament gewählt. Dort schloss er sich der Fraktion der Progressiven Allianz der Sozialdemokraten (S&D) an und wurde Mitglied im Ausschuss für konstitutionelle Fragen (AFCO), im Unterausschuss für Sicherheit und Verteidigung sowie Delegierter für die Beziehungen zur Parlamentarischen Versammlung der NATO, für die Beziehungen zu den Vereinigten Staaten (2009–11) und für die Beziehungen zum Palästinensischen Legislativrat (2011–14). Zudem war er ab 2013 Mitglied der interinstitutionellen Arbeitsgruppe und Berichterstatter des AFCO-Ausschusses für ein Transparenz-Register und Verhaltensregeln für Lobbyisten.
Nach seiner Wiederwahl 2014 war er in der Legislaturperiode bis 2019 Vorsitzender des Ausschusses für Wirtschaft und Währung (ECON) sowie Delegierter für die Beziehungen zu Afghanistan. Zudem gehörte er den Sonderausschüssen zu Steuervorbescheiden und anderen Maßnahmen ähnlicher Art oder Wirkung (2015–16), dem Untersuchungsausschuss zur Prüfung von behaupteten Verstößen gegen das Unionsrecht und Missständen bei der Anwendung desselben im Zusammenhang mit Geldwäsche, Steuervermeidung und Steuerhinterziehung (2016–17) sowie dem Sonderausschuss zu Finanzkriminalität, Steuerhinterziehung und Steuervermeidung (2018–19) an. Seit 2016 ist er Mitglied der Lenkungsgruppe zum Brexit und – neben Elmar Brok (EVP) und Guy Verhofstadt (ALDE) – Chefunterhändler des Europäischen Parlaments für die Brexit-Verhandlungen. 2019 wurde er für eine weitere Amtszeit wiedergewählt. Seither ist er stellvertretender Vorsitzender der S&D-Fraktion sowie abermals Vorsitzender des Wirtschafts- und Währungsausschusses.
Vom 5. September 2019 bis 13. Februar 2021 gehörte er dem Kabinett Conte II als Minister für Wirtschaft und Finanzen an. Bei der Nachwahl für den zum EU-Kommissar ernannten Paolo Gentiloni gewann Gualtieri am 1. März 2020 das Abgeordnetenmandat des Einer-Wahlkreises Rom – Trionfale mit 62,2 Prozent der Stimmen.
Im Oktober 2021 kandidierte er erfolgreich für das Bürgermeisteramt der Stadt Rom. Die bisherige Amtsinhaberin Virginia Raggi (Fünf-Sterne-Bewegung) schaffte es nicht in die Stichwahl. Gualtieri gewann diese mit 60,15 Prozent der Stimmen gegen den Mitte-rechts-Kandidaten Enrico Michetti.

## Werk (Auswahl)
- Il PCI tra solidarietà nazionale e “alternativa democratica” nelle lettere e nelle note di Antonio Tatò a Enrico Berlinguer. In: Gabriele De Rosa, Giancarlo Monina: L'Italia repubblicana nella crisi degli anni Settanta. Sistema politico e istituzioni. Band 4, Soveria Mannelli, Rubbettino 2003, S. 277–298.
- L'Italia dal 1943 al 1992. DC e PCI nella storia della Repubblica. Carocci, Rom 2007.